# ISO 3166-2:AG

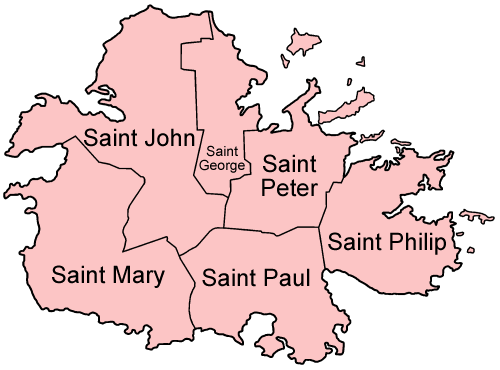
Division municipale d'Antigua.

ISO 3166-2 données pour Antigua-et-Barbuda.
- Sources de la liste : IGN 1989; FIPS 10-4
- Source des codes : secrétariat ISO/TC 46/WG 2

## Mises à jour
- ISO 3166-2:2007-04-17 Bulletin n° I-8 (création)

## Paroisses (6)en:parishes
| Code ISO 3166-2 | Paroisse     | Paroisse                    |
| Code ISO 3166-2 | Nom officiel | Nom français (non officiel) |
| --------------- | ------------ | --------------------------- |
| AG-03           | Saint George | Saint-George                |
| AG-04           | Saint John   | Saint-John                  |
| AG-05           | Saint Mary   | Saint-Mary                  |
| AG-06           | Saint Paul   | Saint-Paul                  |
| AG-07           | Saint Peter  | Saint-Peter                 |
| AG-08           | Saint Philip | Saint-Philip                |

## Dépendance (1)en:dependency
| Code ISO 3166-2 | Dépendance   |
| Code ISO 3166-2 | Nom officiel |
| --------------- | ------------ |
| AG-10           | Barbuda      |
| AG-11           | Redonda      |